# Städtestatistik Nürnberg
Städtestatistik Nürnberg bezeichnet die Kommunalstatistik der Stadt Nürnberg.
Die auf Nürnberg bezogenen Daten stammen aus Registern auf kommunaler, Länder- und Bundesebene, wie zum Beispiel dem Melderegister der Stadt, Fortschreibungen des Bayerischen Landesamtes für Statistik, Beständen des Kraftfahrzeug-Bundesamtes sowie eigenen Erhebungen.
Die Analyse und Aufbereitung der Daten für kommunale Belange erfolgt durch das Amt für Stadtforschung und Statistik für Nürnberg und Fürth. Des Weiteren führt das Amt regelmäßige Umfragen zur gezielten Datenerhebung durch.

## Geschichte
Schon im Mittelalter wurde die Freie Reichsstadt in 8 Stadtviertel eingeteilt, diese wiederum in Gassenhauptmannschaften. Die Gassenhauptleute erhoben bereits statistische Daten, z. B. über „elternlose Bürgertöchter mit Eigenbesitz“ oder „Unbürger“. Die Volkszählung im Jahr 1449 gilt als die erste Deutschlands.
Seit 1869 gab es in Nürnberg Bestrebungen zur Gründung eines Statistischen Amtes, zur Gründung kam es im Jahr 1900. Hauptgrund dafür war die Unzufriedenheit mit dem unkoordinierten Nebeneinander der verschiedenen Ressortstatistiken und der Anspruch auf besondere Zuverlässigkeit.
Der Raumbezug statistischer Daten wird inhaltlich bereits 1899 im Gründungsgutachten des Statistischen Amtes Nürnberg gefordert. 1903 wird die Stadt per Magistratsbeschluss in 31 Statistische Bezirke eingeteilt. Thematische Karten finden sich erstmals im Graphisch-statistischen Atlas der Stadt Nürnberg von 1913; dort wird z. B. die Bevölkerungsdichtigkeit der verschiedenen Statistischen Bezirke dargestellt. 1968 wurde das Stadtgebiet neu in Statistische Bezirke, Distrikte und Blöcke eingeteilt.
2005 wurden die Statistikämter der Städte Nürnberg und Fürth im Rahmen der Interkommunalen Zusammenarbeit zum Amt für Stadtforschung und Statistik für Nürnberg und Fürth zusammengelegt.

## Raumbezug
Um für die Planung auf kommunaler Basis aussagekräftigere Daten zu erhalten, wird das Stadtgebiet Nürnberg in kleinere Einheiten unterteilt, wobei hier die 87 Statistischen Bezirke zu nennen sind. Die Kleinräumige Gliederung ermöglicht dabei eine deutlich zielgenauere Ordnungs- und Strukturpolitik, da auch auf räumlich eng begrenzte Besonderheiten Rücksicht genommen werden kann.
Ohne räumlichen Bezug sind statistische Informationen weit weniger aussagekräftig. So gibt z. B. die Geburtenzahl innerhalb des Stadtgebietes einen Hinweis auf die Anzahl der notwendigen Kindergartenplätze. Aber erst aus der räumlichen Zuordnung wird ersichtlich, wo diese Kindergartenplätze sinnvollerweise eingerichtet werden müssen, will man nicht nach dem Gießkannenprinzip verfahren. Die räumliche Zuordnung der bloßen Zahlen ermöglicht sowohl die ökonomischere wie auch eine an den tatsächlichen Bedürfnissen der Bürger orientierte Umsetzung. Durch die graphische Aufbereitung solcher Daten sind zudem Relationen evidenter sowie Entwicklungen für Entscheidungsträger leichter erkennbar.
Die Stadt Nürnberg ist kleinräumig unterhalb der 87 Statistischen Bezirke unterteilt in 316 Distrikte, diese wieder in 3755 Blöcke, diese noch einmal in Blockseiten, also die Seite eines Blockes an einem Straßenabschnitt.

## Bevölkerung
Den wichtigsten Bereich der Kommunalstatistik bildet die Bevölkerungsstatistik, die verschiedene Bevölkerungszahlen unterscheidet:
- die wohnberechtigte Bevölkerung umfasst diejenigen Personen, die im betreffenden Gebiet eine Wohnung haben, unabhängig davon, ob es sich um eine Haupt- oder Nebenwohnung handelt[3]. Sie wird vom Einwohnerregister der Stadt geliefert.
- die Bevölkerung am Ort der Hauptwohnung zählt die Personen, die im betreffenden Gebiet ihre alleinige Wohnung bzw. ihre Hauptwohnung haben.[3] Sie wird ebenfalls vom Einwohnerregister geliefert.
- die amtliche Bevölkerungszahl ist hingegen die vom Bayerischen Landesamt für Statistik durchgeführte Fortschreibung der Volkszählung aus dem Jahr 1987, bzw. ab 2013 das Ergebnis des Zensus 2011.

Seit 2005 macht sich die Einführung der Zweitwohnsitzsteuer bemerkbar und die Differenz zwischen wohnberechtigter und Hauptwohnungsbevölkerung werden geringer.
| Jahr | wohnberechtigte Bevölkerung (Melderegister) | Bevölkerung am Ort der Hauptwohnung (Melderegister) | Bevölkerung am Ort der Hauptwohnung (amtl. Bevölkerungszahl) |
| ---- | ------------------------------------------- | --------------------------------------------------- | ------------------------------------------------------------ |
| 1990 | 515.891                                     | 490.410                                             | 493.692                                                      |
| 1991 | 519.017                                     | 491.834                                             | 497.496                                                      |
| 1992 | 521.258                                     | 494.251                                             | 500.198                                                      |
| 1993 | 519.350                                     | 492.474                                             | 498.945                                                      |
| 1994 | 517.099                                     | 489.175                                             | 495.845                                                      |
| 1995 | 515.137                                     | 486.069                                             | 492.425                                                      |
| 1996 | 516.747                                     | 486.762                                             | 492.864                                                      |
| 1997 | 514.983                                     | 483.889                                             | 489.758                                                      |
| 1998 | 512.977                                     | 480.763                                             | 487.145                                                      |
| 1999 | 513.784                                     | 480.541                                             | 486.628                                                      |
| 2000 | 515.930                                     | 482.099                                             | 488.400                                                      |
| 2001 | 518.787                                     | 484.261                                             | 491.307                                                      |
| 2002 | 520.751                                     | 485.560                                             | 493.397                                                      |
| 2003 | 516.170                                     | 486.110                                             | 493.553                                                      |
| 2004 | 516.907                                     | 488.756                                             | 495.302                                                      |
| 2005 | 510.134                                     | 492.152                                             | 499.237                                                      |
| 2006 | 505.910                                     | 493.689                                             | 500.855                                                      |
| 2007 | 506.085                                     | 496.299                                             | 503.110                                                      |
| 2008 | 503.263                                     | 495.459                                             | 503.638                                                      |
| 2009 | 502.566                                     | 495.977                                             | 503.673                                                      |
| 2010 | 503.999                                     | 497.949                                             | 505.664                                                      |
| 2011 | 509.727                                     | 503.402                                             | 510.602                                                      |
| 2012 | 515.531                                     | 509.005                                             | 495.121                                                      |
| 2013 | 520.053                                     | 513.339                                             | 498.876                                                      |
| 2014 | 523.588                                     | 516.770                                             | 501.072                                                      |
| 2015 | 533.941                                     | 526.920                                             | 509.975                                                      |
| 2016 | 537.017                                     | 529.407                                             | 511.628                                                      |
| 2017 | 539.970                                     | 532.194                                             | 515.201                                                      |
| 2018 | 543.435                                     | 535.746                                             | 518.365                                                      |
| 2019 | 543.606                                     | 535.886                                             | 518.370                                                      |
| 2020 | 539.788                                     | 532.331                                             | 515.543                                                      |
| 2021 | 537.445                                     | 530.222                                             | 510.632                                                      |
| 2022 |                                             | 541.103                                             | 523.026                                                      |
| 2023 |                                             | 544.414                                             | 526.091                                                      |

Nach dem  Zensus von 2011 ist die amtliche Bevölkerungszahl (Stand Ende 2011) von 510.602 auf 490.085 gesunken.
In den letzten Jahren wurde der Begriff „Migrationshintergrund“ wichtiger.
| Jahr | Einwohner | Anteil Ausländer | Anteil Menschen mit Migrationshintergrund |
| ---- | --------- | ---------------- | ----------------------------------------- |
| 2008 | 503.638   | 17,7 %           | 29,6 %                                    |
| 2009 | 503.673   | 17,0 %           | 32,1 %                                    |
| 2010 | 505.664   | 17,1 %           | 39,1 %                                    |
| 2011 | 503.402   | 17,6 %           | 39,9 %                                    |
| 2012 | 509.005   | 18,2 %           | 39,8 %                                    |
| 2013 | 513.339   | 18,9 %           | 41,1 %                                    |
| 2014 | 516.770   | 19,6 %           | 41,9 %                                    |
| 2015 | 526.920   | 21,2 %           | 43,4 %                                    |
| 2016 | 529.407   | 21,8 %           | 44,6 %                                    |
| 2017 | 532.194   | 22,6 %           | 45,1 %                                    |
| 2018 | 535.746   | 23,4 %           | 45,9 %                                    |
| 2019 | 535.886   | 24,0 %           | 46,5 %                                    |

Quelle: Nürnberg in Zahlen
Ausländer nach Staatszugehörigkeit
In Nürnberg stellten zum 31. Dezember 2019 die folgenden 25 Staaten die meisten ausländischen Einwohner von insgesamt 170 Nationalitäten in der Stadt:
| Rang | Staatsangehörigkeit     | Bevölkerung (31. Dezember 2019) | Anteil in Prozent |
| ---- | ----------------------- | ------------------------------- | ----------------- |
| 01.  | Türkei                  | 17.408                          | 3,3 %             |
| 02.  | Rumänien                | 14.903                          | 2,8 %             |
| 03.  | Griechenland            | 12.145                          | 2,3 %             |
| 04.  | Italien                 | 07.232                          | 1,5 %             |
| 05.  | Polen                   | 06.070                          | 1,1 %             |
| 06.  | Kroatien                | 05.893                          | 1,1 %             |
| 07.  | Bulgarien               | 05.801                          | 1,1 %             |
| 08.  | Irak                    | 04.745                          | 0,9 %             |
| 09.  | Syrien                  | 04.710                          | 0,9 %             |
| 10.  | Ukraine                 | 04.201                          | 0,8 %             |
| 11.  | Russland                | 03.617                          | 0,7 %             |
| 12.  | Bosnien und Herzegowina | 03.137                          | 0,6 %             |
| 13.  | Serbien                 | 03.027                          | 0,4 %             |
| 14.  | Kosovo                  | 02.456                          | 0,5 %             |
| 15.  | Ungarn                  | 02.142                          | 0,4 %             |
| 16.  | Spanien                 | 01.866                          | 0,4 %             |
| 17.  | Indien                  | 01.730                          | 0,3 %             |
| 18.  | Österreich              | 01.574                          | 0,3 %             |
| 19.  | China                   | 01.341                          | 0,3 %             |
| 20.  | USA                     | 01.327                          | 0,3 %             |
| 21.  | Äthiopien               | 01.315                          | 0,3 %             |
| 22.  | Iran                    | 01.306                          | 0,2 %             |
| 23.  | Vietnam                 | 01.299                          | 0,2 %             |
| 24.  | Nordmazedonien          | 01.286                          | 0,2 %             |
| 25.  | Tschechien              | 01.234                          | 0,2 %             |

Der Anteil in Prozent errechnet sich durch Bevölkerung Ausländer * 100 / Bevölkerung gesamt (2019).

## Bevölkerungsbewegung
Erfasst werden vom Melderegister der Stadt auch Veränderungen der Gesamtbevölkerung der Stadt Nürnberg, d. h. Wanderungsbewegungen wie Zuzüge (nach Nürnberg), Fortzüge (weg von Nürnberg), Umzüge (innerhalb Nürnbergs), sowie Geburten und Sterbefälle wie auch Eheschließungen und -scheidungen.
|      | Zuzüge nach Nürnberg | Zuzüge nach Nürnberg | Zuzüge nach Nürnberg | Fortzüge aus Nürnberg | Fortzüge aus Nürnberg | Fortzüge aus Nürnberg | Saldo     |
| ---- | -------------------- | -------------------- | -------------------- | --------------------- | --------------------- | --------------------- | --------- |
| Jahr | insgesamt            | aus BRD              | aus Ausland          | insgesamt             | in BRD                | ins Ausland           | insgesamt |
| 2003 | 27.695               | 20.118               | 7.577                | 26.086                | 18.268                | 7.818                 | 1.609     |
| 2004 | 28.854               | 21.139               | 7.715                | 26.285                | 18.310                | 7.975                 | 2.569     |
| 2005 | 30.152               | 23.365               | 6.787                | 24.835                | 17.912                | 6.923                 | 5.317     |
| 2006 | 28.406               | 21.819               | 6.587                | 25.822                | 18.679                | 7.143                 | 2.584     |
| 2007 | 28.981               | 21.889               | 7.092                | 25.982                | 18.638                | 7.344                 | 2.999     |
| 2008 | 29.726               | 22.607               | 7.119                | 28.337                | 19.186                | 9.151                 | 1.389     |
| 2009 | 29.030               | 21.864               | 7.166                | 28.091                | 19.311                | 8.780                 | 939       |
| 2010 | 29.890               | 21.407               | 8.483                | 27.396                | 19.961                | 7.435                 | 2.494     |
| 2011 | 34.207               | 22.989               | 11.218               | 28.530                | 20.782                | 7.748                 | 5.677     |
| 2012 | 35.197               | 22.823               | 12.374               | 29.906                | 21.156                | 8.750                 | 5.291     |
| 2013 | 36.151               | 22.767               | 13.384               | 31.006                | 21.287                | 9.719                 | 5.145     |
| 2014 | 39.070               | 23.298               | 15.772               | 35.560                | 22.370                | 13.190                | 3.510     |
| 2015 | 44.724               | 22.626               | 22.098               | 35.593                | 23.003                | 12.590                | 9.131     |
| 2016 | 40.605               | 22.236               | 18.369               | 39.338                | 23.159                | 16.179                | 1.267     |
| 2017 | 38.895               | 21.979               | 16.916               | 36.332                | 22.346                | 13.986                | 2.563     |
| 2018 | 39.214               | 21.859               | 17.355               | 37.263                | 22.490                | 14.773                | 1.951     |
| 2019 | 37.964               | 21.600               | 16.364               | 38.983                | 23.055                | 15 928                | - 1.019   |

Quelle: Statistisches Jahrbuch 2018 der Stadt Nürnberg
Statistisches Jahrbuch 2020 der Stadt Nürnberg
| Jahr | Geburten | Sterbefälle | Saldo   |
| ---- | -------- | ----------- | ------- |
| 2003 | 4.287    | 5.738       | - 1.451 |
| 2004 | 4.353    | 5.174       | - 821   |
| 2005 | 4.177    | 5.563       | - 1.386 |
| 2006 | 4.267    | 5.419       | - 1.152 |
| 2007 | 4.498    | 5.364       | - 866   |
| 2008 | 4.347    | 5.344       | - 997   |
| 2009 | 4.461    | 5.415       | - 954   |
| 2010 | 4.503    | 5.296       | - 793   |
| 2011 | 4.580    | 5.490       | - 910   |
| 2012 | 4.735    | 5.414       | - 679   |
| 2013 | 4.786    | 5.425       | - 639   |
| 2014 | 5.115    | 5.501       | - 386   |
| 2015 | 5.148    | 5.780       | - 632   |
| 2016 | 5.617    | 5.650       | - 33    |
| 2017 | 5.498    | 5.757       | - 259   |
| 2018 | 5.601    | 5.612       | - 11    |
| 2019 | 5.383    | 5.849       | - 466   |

Quelle: Statistisches Jahrbuch 2020 der Stadt Nürnberg

## Bautätigkeit / Gebäude
Die Bautätigkeitsstatistik umfasst alle behördlich erfassten Bautätigkeiten im Hochbau, darunter Neubauten, Umbauten und Abrisse. Wichtig sind hier die Wohnräume, da die Erfassung für Nichtwohnräume erst greift, wenn mindestens 350 m3 umbauter Raum zu- oder abgeht oder wenn mindestens 18.000 € reine Baukosten entstehen.
Die Gebäudedatei (Baubestand) wird mit den Daten der Bautätigkeit fortgeschrieben.
| Jahr | Wohngebäude | Wohnungen | Wohnfläche |
| ---- | ----------- | --------- | ---------- |
| 2004 | 66.994      | 263.669   | 18.782.747 |
| 2005 | 67.356      | 264.739   | 18.884.441 |
| 2006 | 67.993      | 266.366   | 19.067.961 |
| 2007 | 68.390      | 267.342   | 19.176.810 |
| 2008 | 68.815      | 268.403   | 19.290.493 |
| 2009 | 69.146      | 269.337   | 19.396.827 |
| 2010 | 69.549      | 270.295   | 19.506.795 |
| 2011 | 69.219      | 266.713   | -          |
| 2012 | 69.558      | 267.730   | -          |
| 2013 | 69.802      | 269.162   | -          |
| 2014 | 70.293      | 270.841   | -          |
| 2015 | 70.678      | 272.600   | -          |
| 2016 | 70.949      | 274.283   | -          |
| 2017 | 71.365      | 276.791   | -          |

Ab 2011 wurden für die Auswertung von Wohngebäuden und Wohnungen auch Wohnheime berücksichtigt.

## Verkehr

### Modal Split
Der sogenannte Modal Split gibt Auskunft über die Verkehrsmittelwahl der Bevölkerung.
| Jahr    | zu Fuß | Radverkehr gesamt | Fahrrad | E-Bike | ÖPNV | Kfz gesamt | Kfz Fahrer | Kfz Mitfahrer | Motorrad Roller | Quelle |
| ------- | ------ | ----------------- | ------- | ------ | ---- | ---------- | ---------- | ------------- | --------------- | ------ |
| 1989    | 25 %   | 12 %              | 12 %    | 0 %    | 19 % | 44 %       | 33 %       | 10 %          | 1 %             | [ 18 ] |
| 1992    | 23 %   | 10 %              | 10 %    | 0 %    | 20 % | 47 %       | 35 %       | 11 %          | 1 %             | [ 19 ] |
| 1995    | 24 %   | 10 %              | 10 %    | 0 %    | 21 % | 45 %       | 34 %       | 11 %          | 0 %             | [ 18 ] |
| 1998    | 23 %   | 9 %               | 9 %     | 0 %    | 19 % | 49 %       | 36 %       | 12 %          | 1 %             | [ 19 ] |
| 1999    | 24 %   | 9 %               | 9 %     | 0 %    | 19 % | 48 %       | 36 %       | 11 %          | 1 %             | [ 19 ] |
| 2000    | 24 %   | 10 %              | 10 %    | 0 %    | 19 % | 47 %       | 35 %       | 11 %          | 1 %             | [ 18 ] |
| 2001    | 24 %   | 9 %               | 9 %     | 0 %    | 20 % | 47 %       | 35 %       | 11 %          | 1 %             | [ 19 ] |
| 2002    | 23 %   | 10 %              | 10 %    | 0 %    | 20 % | 47 %       | 35 %       | 11 %          | 1 %             | [ 19 ] |
| 2003    | 23 %   | 9 %               | 9 %     | 0 %    | 21 % | 47 %       | 35 %       | 11 %          | 1 %             | [ 19 ] |
| 2004    | 22 %   | 10 %              | 10 %    | 0 %    | 20 % | 48 %       | 35 %       | 12 %          | 1 %             | [ 19 ] |
| 2005    | 23 %   | 9 %               | 9 %     | 0 %    | 21 % | 47 %       | 34 %       | 12 %          | 1 %             | [ 18 ] |
| 2006    | 23 %   | 10 %              | 10 %    | 0 %    | 21 % | 46 %       | 34 %       | 11 %          | 1 %             | [ 19 ] |
| 2007    | 23 %   | 11 %              | 11 %    | 0 %    | 21 % | 45 %       | 34 %       | 11 %          | 0 %             | [ 19 ] |
| 2008    | 22 %   | 11 %              | 11 %    | 0 %    | 22 % | 45 %       | 34 %       | 10 %          | 1 %             | [ 19 ] |
| 2009    | 23 %   | 10 %              | 10 %    | 0 %    | 22 % | 45 %       | 34 %       | 10 %          | 1 %             | [ 19 ] |
| 2010    | 23 %   | 11 %              | 11 %    | 0 %    | 22 % | 44 %       | 33 %       | 10 %          | 1 %             | [ 18 ] |
| 2011    | 23 %   | 11 %              | 11 %    | 0 %    | 22 % | 44 %       | 33 %       | 10 %          | 1 %             | [ 20 ] |
| 2012    | 22 %   | 12 %              | 12 %    | 0 %    | 22 % | 44 %       | 33 %       | 10 %          | 1 %             | [ 20 ] |
| 2013    | 23 %   | 11 %              | 11 %    | 0 %    | 22 % | 44 %       | 33 %       | 10 %          | 1 %             | [ 20 ] |
| 2014    | 23 %   | 12 %              | 12 %    | 0 %    | 22 % | 43 %       | 33 %       | 10 %          | 0 %             | [ 20 ] |
| 2015    | 22 %   | 13 %              | 13 %    | 0 %    | 21 % | 44 %       | 33 %       | 10 %          | 1 %             | [ 20 ] |
| 2016    | 22 %   | 13 %              | 13 %    | 0 %    | 22 % | 43 %       | 33 %       | 9 %           | 1 %             | [ 20 ] |
| 2017    | 23 %   | 13 %              | 13 %    | 0 %    | 23 % | 41 %       | 32 %       | 9 %           | 0 %             | [ 20 ] |
| 2018    | 23 %   | 14 %              | 14 %    | 0 %    | 23 % | 40 %       | 31 %       | 9 %           | 0 %             | [ 20 ] |
| 2019    | 24 %   | 15 %              | 15 %    | 0 %    | 23 % | 38 %       | 29 %       | 9 %           | 0 %             | [ 20 ] |
| 2020/21 | 30 %   | 15 %              | 14 %    | 1 %    | 16 % | 39 %       | 29 %       | 10 %          | 0 %             | [ 20 ] |
| 2022    | 31 %   | 15 %              | 13 %    | 2 %    | 20 % | 34 %       | 26 %       | 8 %           | 0 %             | [ 20 ] |
| 2023    | 30 %   | 15 %              | 13 %    | 2 %    | 23 % | 32 %       | 24 %       | 8 %           | 0 %             | [ 21 ] |
| Jahr    | zu Fuß | Radverkehr gesamt | Fahrrad | E-Bike | ÖPNV | Kfz gesamt | Kfz Fahrer | Kfz Mitfahrer | Motorrad Roller | Quelle |

### Kraftfahrzeuge
Die Zahlen zum Kraftfahrzeug-Bestand umfassen Pkw, Kombi und Krafträder. Sie stammen aus dem Register der städtischen Kraftfahrzeug-Zulassungsstelle.
| Jahr | Bestand PKW und Kombi | Bestand Krafträder | Neuzulassungen PKW und Kombi |
| ---- | --------------------- | ------------------ | ---------------------------- |
| 2008 | 217.146               | 18.973             | 17.685                       |
| 2009 | 219.678               | 19.455             | 20.927                       |
| 2010 | 222.064               | 19.781             | 16.973                       |
| 2011 | 224.985               | 20.135             | 19.577                       |
| 2012 | 228.167               | 20.552             | 19.453                       |
| 2013 | 230.189               | 20.721             | 18.803                       |
| 2014 | 232.857               | 21.116             | 19.167                       |
| 2015 | 235.325               | 21.437             | 19.802                       |
| 2016 | 238.792               | 21.696             | 20.153                       |
| 2017 | 242.017               | 21.897             | 20.491                       |

Quelle: Statistisches Jahrbuch 2018 der Stadt Nürnberg

## Wahlen und Volksbegehren
Statistische Daten fallen auch bei Wahlen an – so gehören Analyse und Darstellung von Wahlergebnis und Wählerverhalten in Nürnberg ebenfalls zu den Aufgaben des Statistischen Amtes.
Organisation und Durchführung der Wahl, Erfassung der Wählerstimmen und Übermittlung an den Landes- bzw. Bundeswahlleiter werden in Nürnberg durch das Wahlamt ausgestaltet, das nur zu Wahlzeiten eingerichtet wird und dessen Funktionen überwiegend ebenfalls durch das Statistische Amt ausgeübt werden.
Neben den Kommunalwahlen (Stadtrats- und Oberbürgermeisterwahl), Bezirks- und Landtagswahl, Bundestags- und Europawahl, Volksbegehren und Volksentscheide werden in Nürnberg auch Bürgerentscheide durchgeführt.
Als eine der ersten deutschen Großstädte führte Nürnberg 1973 eine Wahl zum Ausländerbeirat durch. Dieses Gremium wurde durch den „Nürnberger Rat für Integration und Zuwanderung“ abgelöst, der am 21. März 2010 zum ersten Mal gewählt wurde.

## Umfragen (WoHaus)
Zusätzlich zu den amtlichen Registern als Datenquelle werden in Nürnberg Daten über Umfragen gewonnen. So führt das Amt für Statistik Nürnberg seit den siebziger Jahren eine Wohnungs- und Haushaltserhebung (kurz: WoHaus) durch. Zweck der Erhebung ist es, regelmäßig ein aktuelles und wirklichkeitsgetreues Bild in kleinräumiger Gliederung über die Wohn-, Lebens- und Arbeitsbedingungen der Nürnberger Bevölkerung zu gewinnen, auf deren Bedürfnisse die städtischen Planungen und Maßnahmen auszurichten sind.
Insbesondere sind die Verhältnisse am Nürnberger Wohnungsmarkt zu beobachten und Angaben zur Fortschreibung des Mietenspiegels zu erheben. Darüber hinaus werden standardisierte Fragen zur Sozialdemographie erhoben, welche dazu dienen, ein präziseres Bild über die Struktur der Bevölkerung zu gewinnen. Regelmäßige Erhebungssachverhalte sind beispielsweise: die Verkehrswahl, der Bedarf an Infrastruktureinrichtungen, Umweltverhältnisse und Umweltverhalten. Neben der Erhebung von Sachverhalten spielt die Frage nach der Zufriedenheit mit den Lebensverhältnissen und den Erwartungen an die Lebensqualität in der Stadt eine maßgebliche Rolle. Deshalb gehören Einstellungen, Wünsche, Meinungen zum Leben und Zusammenleben in Nürnberg zum Standard der Nürnberger Bürgerumfragen.